# Vaskess Bay
Vaskess Bay är en vik i Kiribati.   Den ligger i örådet Kiritimati och ögruppen Linjeöarna, i den västra delen av landet, 3 300 km öster om huvudstaden Tarawa.